# Bethlen-kastély (Kerlés)
A kerlési Bethlen-kastély egy olasz modorban épített lak, mely egy kisebb halmon, Cserhalom térszerű oldalán emelkedik, azon túl egy kerttel, mely a lakkal együtt gróf Bethlen Lajos birtoka volt.

## Kerlés története
Kerlés egy kicsi, de ősi falu Erdélyben, Beszterce-Naszód megyében. A határában emelkedő Cserhalom hegy arról nevezetes, hogy itt vívták a Salamon király, Géza, valamint László hercegek vezette magyar hadak csatájukat a fosztogató kunok seregével. Ehhez a csatához kapcsolódik a leánymentő Szent László legendája is.
A falu legkorábbi ismert birtokosa a Bánffy család volt, később a Kemény család, majd az 1600-as évek második felétől a Bethlen család birtokába került.

## A kastély története
1803-ban gróf Bethlen Lajos vette át a kerlési birtok igazgatását nagybátyjától, gróf Bethlen Gergelytől. A művészi hajlamairól ismert Bethlen Lajos úgy döntött, hogy a kerlési birtokon építteti meg saját kastélyát. Az építkezés gyorsan, 1808 és 1810 között zajlott le, igen komoly költségek mellett. A kastély korának egyik legszebb klasszicista kastélya lett Erdélyben, berendezési tárgyait a gróf egyenesen Bécsből hozatta. Bethlen Lajos egy bécsi szobrászt is megbízott: Josef Schmelzer feladata a kastély mellett elterülő parkba kerülő szobrok kifaragása volt. Meg kell említenünk még Bodor Péter ezermester munkáját, aki a parkban egykor található szélhárfákat és zenélő csengettyűket készítette, sőt, egy remetének öltöztetett mechanikus gépet is elhelyezett a parkban, amely egy remetelakból ijesztgette az arra járókat. A kastély kapuit kőoroszlánok őrizték, kertjében Vénusz, Diána és Neptunusz szobrai álltak, a parkban emeletes vadászház épült, a fák alatt műromok kövei emelkedtek, a domboldal sziklájába pedig barlangot vágatott a gróf, hogy halála után oda temethessék. Ahogyan később megírta:
„Kerlést minden látvágyóknak, barátaimnak gyönyörjére még nagyobb igyekezettel szépítettem, sziklámba egy orjási mívet véghez vittem, abba egy nagy pinczét bévésettem, egy harminczkét öles tunelt vágattam és annak mélyibe a kriptámat, a három Párkák szobrával nagy mesterséggel, külországi szobrászszal két és fél évek alatt bevégeztem.” Ide temettette 1839-ben elhunyt feleségét.
1848-ban feldühödött román parasztok feldúlták a kastélyt, a grófot félholtra verték és bár szerencsésen megmenekült, csak 1853-ban térhetett vissza otthonába, amelyet felújíttatott. 1867-ben bekövetkezett halála után felesége mellé temették az általa készíttetett barlangkriptába. 1900-tól a kastélyban már nem laktak, állapota egyre inkább leromlott, parkja elvadult. A grófi barlangsírt az első világháború idején kirabolták, a kastélyt 1945 után teljes egészében lebontották, mára az egykor dicső kastélyból csak a kripta ürege maradt meg, melynek sziklafalában talán ma is kibetűzhető a régi sírfelirat: „Irtózatos csendes a sírnak mélysége, Ismeretlen helyet fedez setétsége. Óhajtott nyugalmat csak ez helyen lelhetsz, Hazádba csak ezen setét úton mehetsz.”